# Новими шляхами
«Новими шляхами» (інша назва: «Дві сили») — радянський художній фільм-драма 1929 року, знятий режисером Павлом Долиною на Одеській кіностудії (ВУФКУ). Фільм не зберігся.

## Сюжет
Про боротьбу селян, організаторів сільськогосподарської артілі, проти куркулів. На тлі цих подій розвивається історія любові головного героя Степана Войка і наймички Ярини.

## У ролях
- Семен Свашенко — Степан Войко
- Олексій Харламов — Денисенко, куркуль
- Д. Борисов — дід Явтихій
- Зоя Курдюмова — Ярина
- І. Григор'єв — Клим Носач, мельник
- Юрій Харьков — Остап, син Клима
- Антон Клименко — Новицький
- Іван Маліков-Ельворті — Лашевич
- Т. Гроза — Горпина
- Варвара Криворучко — Марійка
- Борис Безгін — Савенко
- Іван Франко — Твердочуб
- О. Аппак — Твердочубиха
- Т. Данильцева — Аріна, наймичка
- Микола Пальников — агроном
- Павло Парубочий — молодий селянин
- Микола Йосипенко — молодий селянин

## Знімальна група
- Режисер — Павло Долина
- Сценарист — Юрій Дашевський
- Оператор — Олександр Лаврик
- Художник — Йосип Шпінель